# Itauna dorisae
Itauna dorisae är en insektsart som beskrevs av Piza Jr. 1967. Itauna dorisae ingår i släktet Itauna och familjen vårtbitare. Inga underarter finns listade i Catalogue of Life.